# Карукан

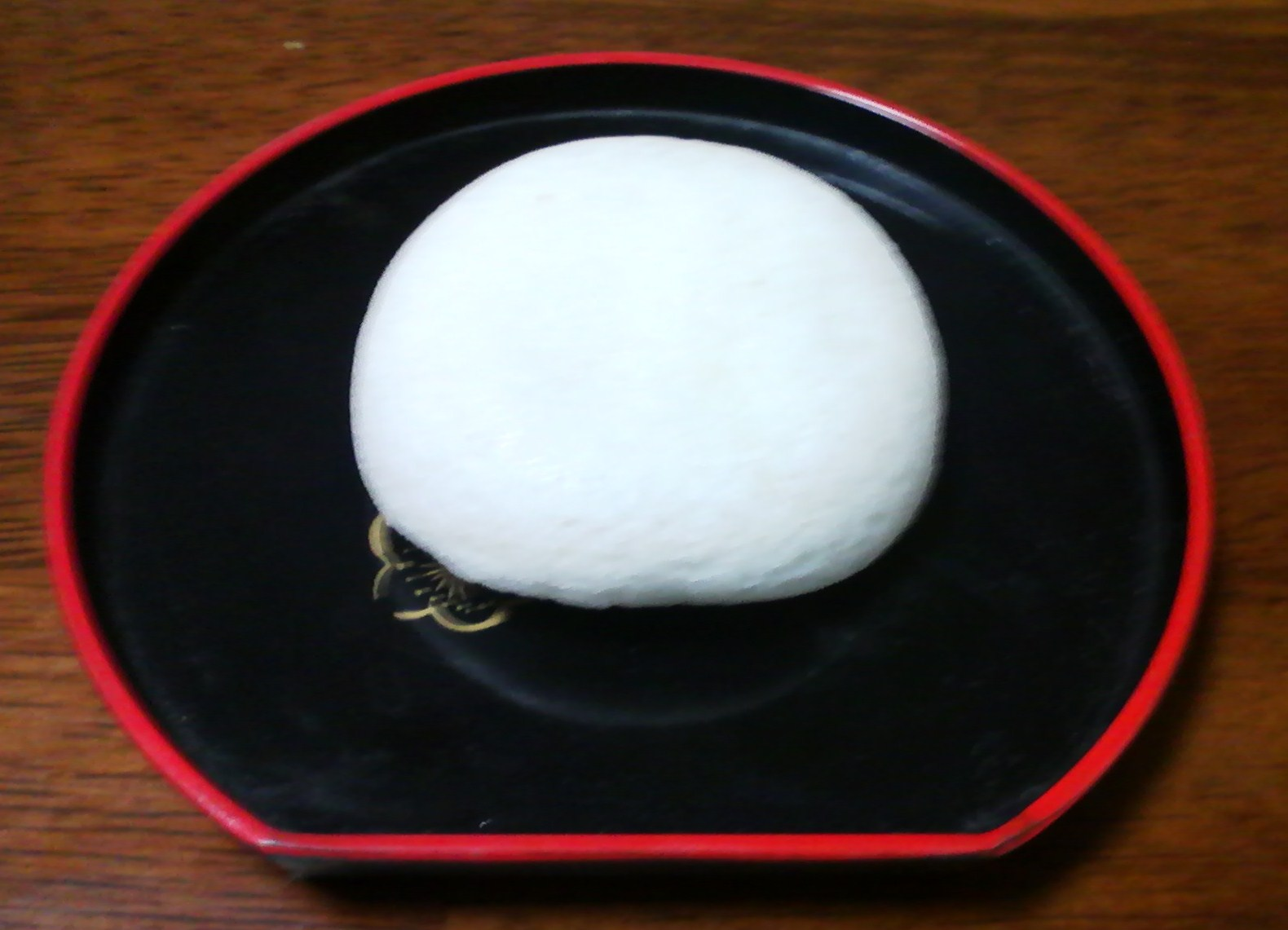
Карукан-манджю

Карукан (яп. 軽羹) — традиційні японські солодощі з острова Кюсю. Виготовляється з рисового борошна, цукру і японського ямсу (історично могла використовуватись також паста з червоних бобів). У суміш додається вода, після чого її випаровують. По консистенції продукт являє собою еластичну білу пористу речовину.

## Історія
Вважається, що карукан з'явився в епоху правління клану Сацума в 1686—1715 рр., чому сприяло надлишок дикоростучого ямсу, а також те, що в ті роки цукор був відносно доступний — його завозили з островів Рюкю й Амамі.
Згідно з іншою теорією, карукан створив в 1854 р. кондитер, якого запросив до себе Сімадзу Наріакіра, глава клану Сацума. Кондитер ніби-то створив власний рецепт по зразку фукурегасі — парового пиріжка з коричневим цукром, який готувався в ті роки в тій же місцевості.
Нині карукан виготовляється багатьма кондитерами Кагосіми та широко продається в префектурах Міядзакі, Фукуока, рідше — в інших частинах Японії.